# The Unforgettable Fire
The Unforgettable Fire er det fjerde studiealbum af den irske rockgruppe U2. Albummet blev udgivet d. første oktober, 1984 på pladeselskabet Island Records.

## Numre
| 1. | "A Sort of Homecoming"        | 5:28 |
| 2. | "Pride (In the Name of Love)" | 3:48 |
| 3. | "Wire"                        | 4:19 |
| 4. | "The Unforgettable Fire"      | 4:55 |
| 5. | "Promenade"                   | 2:35 |

| Side B | Side B                       | Side B | Side B | Side B | Side B | Side B | Side B | Side B | Side B |
| #      | Titel                        | Længde |        |        |        |        |        |        |        |
| ------ | ---------------------------- | ------ | ------ | ------ | ------ | ------ | ------ | ------ | ------ |
| 6.     | "4th of July" (Instrumental) | 2:16   |        |        |        |        |        |        |        |
| 7.     | "Bad"                        | 6:09   |        |        |        |        |        |        |        |
| 8.     | "Indian Summmer Sky"         | 4:17   |        |        |        |        |        |        |        |
| 9.     | "Elvis Presley and America"  | 6:23   |        |        |        |        |        |        |        |
| 10.    | "MLK"                        | 2:31   |        |        |        |        |        |        |        |
| 42:38  |                              |        |        |        |        |        |        |        |        |

## 25 års jubilæum
I oktober, 2009, blev The Unforgettable Fire genudsendt i fire udgaver. Den første havde kun det originale album. Den anden havde det originale album, en bonus CD og en bog på 36 sider. Den tredje og største havde det originale album, bonus CD'en, en bonus DVD, seks billeder og en bog på 56 sider. Den sidste var det originale album på 12" vinyl og en booklet på 16 sider.
Bonus CD
| 1.    | "Disappearing Act"                                     | Uudgivet nummer fra The Unforgettable Fire-sessionerne | 4:35 |
| 2.    | "A Sort of Homecoming" (Live at Wembley Arena, London) | Fra Wide Awake In America EP                           | 4:07 |
| 3.    | "Bad" (Live at NEC, Birmingham)                        | Fra Wide Awake In America EP                           | 8:00 |
| 4.    | "Love Comes Tumbling"                                  | Fra The Unforgettable Fire singlen                     | 4:25 |
| 5.    | "The Three Sunrises"                                   | Fra The Unforgettable Fire singlen                     | 3:53 |
| 6.    | "Yoshino Blossom"                                      | Uudgivet nummer fra The Unforgettable Fire-sessionerne | 3:39 |
| 7.    | "Wire" (Kevorkian 12" Vocal Remix)                     | Uudgivet remix                                         | 5:12 |
| 8.    | "Boomerang I"                                          | Fra Pride (In the Name of Love) singlen                | 2:48 |
| 9.    | "Pride (In the Name of Love)" (Single Version)         | A-side til Pride (In the Name of Love) singlen         | 4:43 |
| 10.   | "A Sort of Homecoming" (Daniel Lanois Remix)           | Uudgivet 1985-single verion, med Peter Gabriel         | 3:18 |
| 11.   | "11 O'Clock Tick Tock" (Long Version)                  | Fra Pride (In the Name of Love) single                 | 4:11 |
| 12.   | "Wire" (Celtic Dub Mix)                                | Fra 1985-NME 7" promo                                  | 4:36 |
| 13.   | "Bass Trap"                                            | Fra The Unforgettable Fire single                      | 5:15 |
| 14.   | "Boomerang II"                                         | Fra Pride (In the Name of Love) single                 | 4:50 |
| 15.   | "4th of July" (Single Version) (Instrumental)          | Fra Pride (In the Name of Love) single                 | 2:26 |
| 16.   | "Sixty Seconds In Kingdom Come"                        | Fra The Unforgettable Fire single                      | 3:15 |
| 69:34 |                                                        |                                                        |      |

Bonus DVD
- The Unforgettable Fire Collection
  1. "The Unforgettable Fire"
  2. "Bad"
  3. "Pride (In the Name of Love)"
  4. "A Sort of Homecoming"
  5. "Making of The Unforgettable Fire" – documentary
- Additional Material
  1. "Excerpts from U2 at A Conspiracy of Hope-concert" (Live at Giants Stadium, New Jersey)
    - "Bad"

  2. "U2 at Live Aid" (Live at Wembley Arena, London)
    - "Sunday Bloody Sunday"
    - "Bad" / "Ruby Tuesday" (snippet) / "Sympathy for the Devil" (snippet)

  3. "Pride (In the Name of Love)" - Sepia Music Video
  4. "11 O'Clock Tick Tock" (Live at Croke Park, Dublin) – Bootleg Version